# フリアン・キニョネス
フリアン・アンドレス・キニョネス・キニョネス（Julian Andrés Quiñones Quiñones, 1997年3月24日 - ）は、コロンビア・ナリーニョ県マグイ・パジャン出身のサッカー選手。アル・カーディシーヤFC所属。ポジションはFW。メキシコ代表。

## クラブ経歴
コロンビア出身ながら、メキシコ・リーガMXでプロキャリアをスタートさせる。2015-16シーズンにUANLティグレスのトップチームに昇格。前期リーグは出場機会がなく、2016年1月にメリダFCに期限付き移籍で加入。同シーズン終了まで14試合3ゴールを決め、後期リーグのチーム得点王に輝いた。
2016-17シーズンにティグレスに復帰するも、7試合ノーゴールに終わり、2017-18シーズン再びローン移籍でロボス・デ・ラ・BUAP (2019年に解散) でプレー。2017年8月5日には、当時本田圭佑が所属していたCFパチューカ戦でゴールを決めるなど、リーグ戦28試合で17ゴールを決め、素質が開花。同シーズン終了後に再びティグレスに復帰し、2018-19シーズンは25試合6ゴールを記録した。
2021年6月16日、CFアトラスへ1年間のローンとなることが発表された。2023年7月3日、クラブ・アメリカはアトラスFCとキニョーネスの獲得に関して合意に達した。2024年6月20日、キニョーネスはサウジアラビアのアル・カーディシーヤFCと4年契約を結んだ。

## 代表歴
2017年にU-20コロンビア代表に選出され、南米ユース選手権に出場。しかし、8試合ノーゴールに終わった。
2023年10月11日にメキシコへの帰化が認められ、11月にメキシコ代表に招集された。